# Sofonisba Anguissola
Sofonisba Anguissola (Anguisciola) (Cremona, 1531. ili 1532. – Palermo, 1625.) bila je talijanska slikarica kasne renesanse i ranoga baroka.
Stekla je dobro zaokruženu naobrazbu koja je obuhvaćala lijepe umjetnosti, a njezino je naukovanje kod lokalnih slikara bio presedan kojim su žene prihvaćene među studente umjetnosti. Anguissola je kao djevojka otputovala u Rim, gdje je upoznala Michelangela koji je odmah prepoznao njezin talent, te u Milano, gdje je naslikala vojvodu Albskog. Élisabeth de Valois, kraljica i supruga Filipa II., bila je odvažna amaterska slikarica, a Anguissola je unovačena da ode u Madrid da bude njezina tutorica, s činom dvorske dame. Poslije je postala službena dvorska slikarica kralju te je prilagodila svoj stil formalnijim zahtjevima službenih portreta za španjolski dvor. Poslije kraljičine smrti Filip joj je pomogao dogovoriti aristokratski brak. Preselila se u Palermo, a potom u Pisu i Genovu, gdje je nastavila praksu kao vodeća portretna slikarica, očigledno uz potporu svoja dva supruga, doživjevši dob od devedeset tri godine.
Autoportreti i članovi obitelji bili su njezini najčešći subjekti, no u kasnijem je životu također slikala religijske teme. Nažalost, mnoge su njezine religijske slike izgubljene. Anguissola je postala bogata pokroviteljica umjetnosti nakon slabljenja njezina vida. Godine 1625. umrla je u Palermu u dobi od devedeset tri godine. Anguissolin opus imao je trajan utjecaj na nadolazeće generacije umjetnika, a njezin je velik uspjeh utro put mnogim ženama koje su gradile ozbiljne karijere kao umjetnice. Njezine se slike mogu vidjeti u galerijama u Bostonu (Muzej Isabelle Stewart Gardner), Bergamu, Brescii, Budimpešti, Madridu (muzej Prado), Napulju, Sieni te galeriji Uffizi u Firenci.
Povjesničar umjetnosti Giorgio Vasari napisao je o Anguissoli da je "pokazala veću primjenu i dražesnost od ikoje druge žene njezina vremena u postignućima u crtanju; ona je stoga uspjela ne samo u crtanju, bojenju i slikanju po naravi i uspješnom oponašanju drugih, već je sama stvorila rijetke i veoma lijepe slike."

## Biografija i djela
Najstarija od šest sestara slikarica, bila je učenica Bernardina Campija. Giorgio Vasari u svojoj knjizi o umjetnicima renesanse (Životi) spominje kako je njena slava došla do španjolskog kralja Filipa II., na čijem dvoru je provela mnogo godina.
Udavala se dva puta, najprije za sicilijanskog plemića, a potom za brodskog kapetana.
Glavna djela su joj mnogobrojni portreti (uglavnom španjolske kraljevske obitelji) i genre-scene (Partija šaha; Troje djece sa psom itd.)
Portretom sestre Minerve ekspresivnim manirističkim potezima uhvatila je simboliku same rimske božice tkanja – Minerve, čiji se simboli (krzno, koralji i zlato) ponavljaju u ukrasima na haljini.

## Vanjske poveznice
- Web galerija s njezinih 29 djela.  Arhivirana inačica izvorne stranice od 7. studenoga 2006. (Wayback Machine)
- Portret sestre Minerve u Milwaukee muzeju.  Arhivirana inačica izvorne stranice od 17. kolovoza 2007. (Wayback Machine)
- Dupli portret obitelji Attavanti.